# Joaquín Coll Espona
Joaquín Coll Espona (Barcelona, 1934-1998) fue un guionista y director de cine español.

## Biografía
Debutó como director de cine en 1957 con el cortometraje Asesino en acción. Otros cortos que dirigió fueron los nueve documentales de la serie "Cataluña a través del románico" (1971-1972) y "Pirineu català" (1981). Fue director de la productora cinematográfica Estalac Films. Sus largometrajes son básicamente comedias de la época del destape, en las que intervinieron los principales cómicos de la época como Amparo Soler Leal, Mary Santpere, Maria Luisa Ponte, Teresa Gimpera, Cassen, José Sazatornil o José Luis López Vázquez, Fernando Guillen, Emilio Gutiérrez Caba entre otros. Fue uno de los 15 fundadores del Colegio de Directores de Cine de Cataluña.

## Filmografía
- Las correrías del Vizconde Arnau (1974)
- Los casados y la menor (1975)
- Las camareras (1976)
- Las locuras de Jane (1978)
- El fascista, la beata y su hija desvirgada (1978)
- Jugando a papás (1978)
- Mi adúltero esposo (1979)
- Los embarazados (1982)
- El fascista, doña Pura y el follón de la escultura (1983)
- La gran quiniela (1984)